# Trường Đại học Khoa học, Đại học Huế

Trường Đại học Khoa học Huế nhìn từ đường Nguyễn Huệ

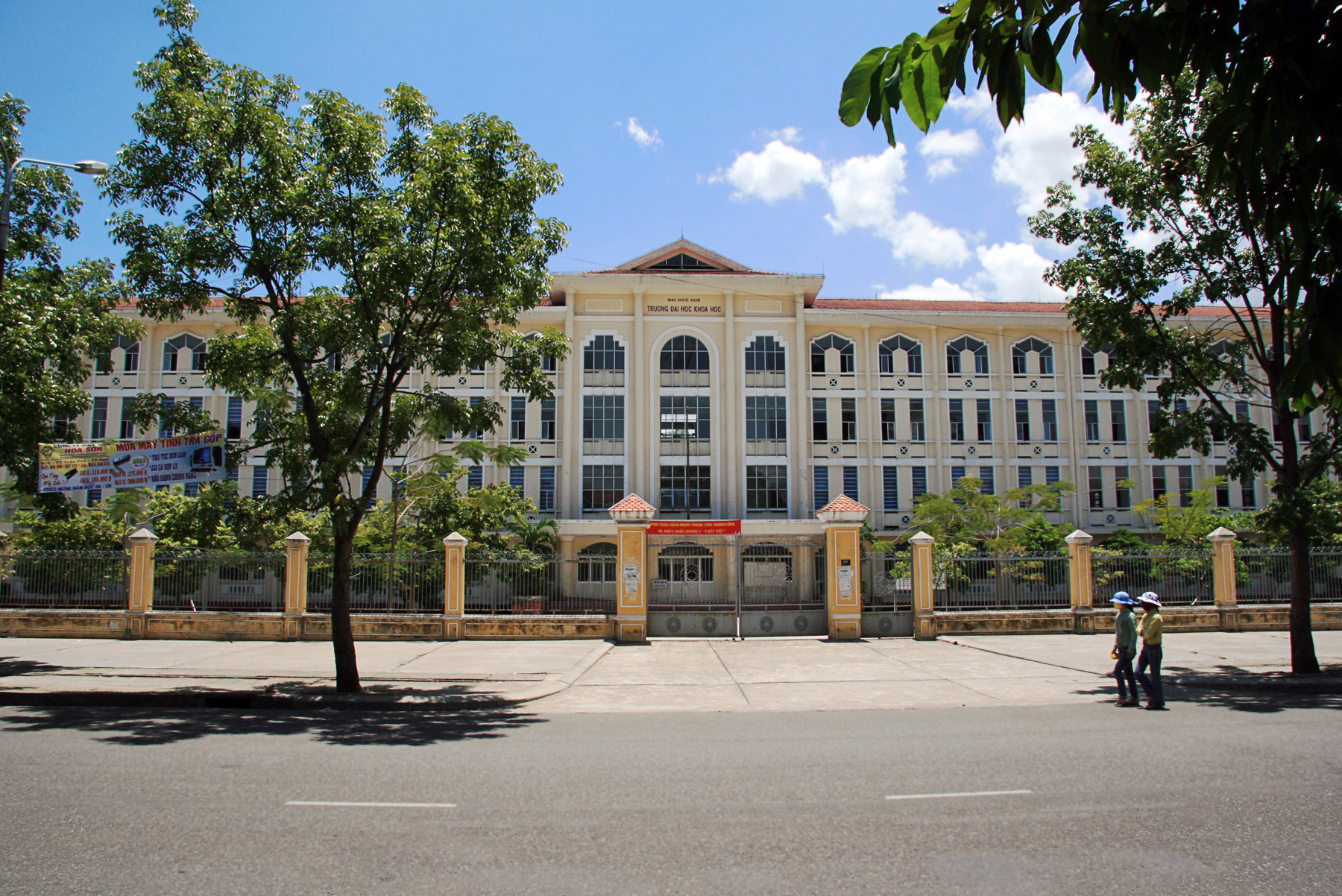
Trường Đại học Khoa học Huế nhìn từ đường Đống Đa

Trường Đại học Khoa học là một trường đại học thuộc hệ thống Đại học Huế, được xếp vào nhóm đại học trọng điểm cấp quốc gia của Việt Nam. Trường có tiền thân là Trường Đại học Tổng hợp Huế, được thành lập trên cơ sở sáp nhập trường Đại học Khoa học và trường Đại học Văn khoa của Viện Đại học Huế được thành lập từ năm 1957. Năm 1994, trường đại học Tổng hợp trở thành trường thành viên của Đại học Huế và được đổi tên thành trường Đại học Khoa học.
Trường đại học này có trụ sở chính tại số 77 Nguyễn Huệ, phường Phú Nhuận, quận Thuận Hóa, thành phố Huế. Khu trường sở của trường Đại học Khoa học Huế có diện tích 14.000 m², nằm giữa giữa ba đường phố ở trung tâm phía Nam Sông Hương của thành phố Huế: đường Nguyễn Huệ, đường Đống Đa và đường Lý Thường Kiệt.

## Chất lượng đào tạo

### Bảng xếp hạng
Theo bảng xếp hạng Quacquarelli Symonds (QS) 2017 thì hệ thống đại học Đại học Huế nằm trong nhóm 351 - 400 đại học tốt nhất châu Á. Theo bảng xếp hạng uniRank năm 2018, hệ thống đại học Đại học Huế đứng thứ 16 tại Việt Nam. Còn theo bảng xếp hạng Webometrics năm 2018, hệ thống đại học Đại học Huế đứng thứ 13 tại Việt Nam.

## Ban Giám hiệu
Nhiệm kỳ 2019 - 2024
Hiệu Trưởng:
- PGS.TS. Võ Thanh Tùng

Các Phó Hiệu Trưởng:
- PGS.TS. Hà Văn Hành
- PGS.TS. Trần Ngọc Tuyền

## Các đơn vị chuyên môn
Tính đến năm 2021, trường Đại học Khoa học, Đại học Huế có các khoa và đơn vị chuyên môn sau:
- Khoa Toán;
- Khoa Công nghệ thông tin;
- Khoa Điện, Điện tử và Công nghệ vật liệu;
- Khoa Hoá học;
- Khoa Sinh học;
- Khoa Địa lý - Địa chất;
- Khoa Ngữ văn;
- Khoa Lịch sử;
- Khoa Lý luận chính trị;
- Khoa Báo chí - Truyền thông;
- Khoa Môi trường;
- Khoa Kiến trúc;
- Khoa Xã hội học và Công tác xã hội.
- Trường THPT chuyên Khoa học Huế

## Các danh hiệu thi đua
- Năm 1979, năm 2004 và năm 2006: Thủ tướng Chính phủ tặng Bằng khen.
- Năm 1983: Chủ tịch Hội đồng Nhà nước tặng Huân chương Lao động hạng Ba.
- Năm 1991: Chủ tịch Hội đồng Nhà nước tặng Huân chương Lao động hạng Nhì.
- Năm 1996: Chủ tịch nước tặng Huân chương Lao động hạng Nhất.
- Năm 2001. Chủ tịch nước tặng Huân chương Độc lập hạng Ba.